# Banyeres del Penedès
Banyeres del Penedès – gmina w Hiszpanii, w prowincji Tarragona, w Katalonii, o powierzchni 12,17 km². W 2011 roku gmina liczyła 3019 mieszkańców.